# 동대문역사문화공원역
동대문역사문화공원역(Dongdaemun History & Culture Park Station, 東大門歷史文化公園驛)은 서울특별시 중구 광희동에 있는 서울 지하철 2호선, 수도권 전철 4호선, 수도권 전철 5호선의 환승역이다. 수도권 전철 4호선은 청계천 하저터널로 동대문역과 연결된다.

## 역사
- 1983년 6월 30일 : 서울운동장역(서울運動場驛)으로 역명 결정[1]
- 1983년 9월 13일 : 수도권 전철 4호선 역명을 서울운동장역으로 결정[2]
- 1983년 9월 16일 : 서울 지하철 2호선 을지로입구 ~ 성수 구간 개통과 함께 영업 개시
- 1985년 10월 18일 : 수도권 전철 4호선 한성대입구 ~ 사당 구간 개통과 함께 환승역이 됨[3]
- 1985년 10월 24일 : 동대문운동장역(東大門運動場驛)으로 역명 변경[4]
- 1996년 12월 30일 : 서울 지하철 5호선 여의도 ~ 왕십리 구간 개통, 3개 노선 환승역이 됨
- 2007년 : 서울 지하철 2호선부터 차례대로 스크린도어 설치 시작
- 2009년 10월 29일 : 동대문역사문화공원역으로 역명 변경[5]
- 2018년 7월 18일 ~ 9월 20일: 4-5호선간 환승통로 에스컬레이터 노후로 환승통로 폐쇄, 2·4호선과 5호선간 환승 불가[6][7]
- 2018년 9월 21일: 2·4호선과 5호선간 환승 통로 재개통

### 2018년 환승통로 폐쇄
2018년 7월 18일 서울교통공사는 노후 에스컬레이터 교체공사를 위해 4-5호선 환승통로를 폐쇄하였다. 이에 따라 2·4호선과 5호선간의 환승을 할 수 없게 되었으며, 폐쇄 기간 동안 기존에 2·4호선에서 5호선으로 환승하던 승객들은 인근 환승역을 이용해야 하였다. 서울교통공사는 당초 부분 폐쇄도 고려하였으나 역사 안 혼잡도가 심해지고 승객 안전 등을 이유로 전면 폐쇄로 결정했다. 또한 5호선 승강장의 경우 6·7번 출구와만 연결되어 있어, 폐쇄 기간 동안 2·4호선 이용 후 6·7번 출구로 통행할 수 없었으며, 5호선은 6·7번 출구로만 승하차할 수 있었다. 2018년 9월 17일, 서울교통공사는 공사가 조기 완공되었다고 공식 발표하고 21일부터 통로를 개통시켰다.

## 역 구조
2호선은 상대식 승강장, 4호선과 5호선은 섬식 승강장이다. 출구 개수는 총 14개다. 모든 승강장에 스크린도어가 설치되어 있다.
2호선 승강장에서 4호선 승강장까지 이어지는 환승 통로와 4호선 승강장에서 5호선 승강장까지 이어지는 환승 통로가 있다. 2호선 - 4호선 또는 4호선 - 5호선 환승 시 동대문역사문화공원역을 이용하는 것이 적합하나, 2호선에서 5호선으로 환승하려면 4호선을 거쳐야 하므로 환승 길이가 대단히 길기 때문에 을지로4가역이나 왕십리역에서 이용하는 것이 편리하다. 또한 이 역은 4호선과 5호선이 직접 환승되는 유일한 역이다.
4호선의 경우, 승강장과 열차의 사이의 간격이 10cm 이상이나 되어, 대한민국에서 발 빠짐 사고가 제일 잦은 지하철역이라고 발표되었다 (42건).

### 2호선 승강장
| 을지로4가 ↑ |
| \| 외       |
| ↓ 신당      |

| 외선 순환 | ● 서울 지하철 2호선 | 을지로4가 · 을지로입구 · 시청 · 홍대입구 · 신도림 방면  |
| 내선 순환 | ● 서울 지하철 2호선 | 신당 · 성수 · 건대입구 · 잠실 · 삼성 · 강남 · 교대 방면 |

### 4호선 승강장
| 동대문 ↑ |
| 하 상 \| |
| ↓ 충무로 |

| 상행 | ● 수도권 전철 4호선 | 동대문 · 혜화 · 미아 · 창동 · 노원 · 진접 방면   |
| 하행 | ● 수도권 전철 4호선 | 명동 · 회현 · 삼각지 · 이촌 · 동작 · 오이도 방면 |

### 5호선 승강장
| 을지로4가 ↑ |
| 하 상 \|    |
| ↓ 청구      |

| 상행 | ● 수도권 전철 5호선 | 광화문 · 충정로 · 여의도 · 까치산 · 김포공항 · 방화 방면 |
| 하행 | ● 수도권 전철 5호선 | 청구 · 군자 · 광나루 · 천호 · 하남검단산 · 마천 방면     |

## 역명
동대문역사문화공원역으로 역명을 변경하기 이전의 이름이었던 동대문운동장역은 인근에 1925년에 개장한 동대문운동장이 위치하고 있어 이름이 붙어졌던 것이었다. 동대문운동장의 옛 이름은 서울운동장으로 역명 역시 서울운동장역이었으나, 1985년 7월 27일 동대문운동장으로 개칭됨과 동시에 역명도 개칭되었다. 그 이후 시간이 흘러 2003년 3월 1일부로 동대문운동장이 임시주차장과 풍물시장으로 이용되고 2007년 12월 18일 동대문야구장부터 철거가 시작되어 2008년 5월 14일 동대문운동장 축구장이 철거되어 존재하지 않게 되었으나, 철거 후에도 인지도가 높아 역명을 유지하다가 동대문운동장 부지에 동대문역사문화공원을 짓게 되면서, 역명을 개명하게 되었다. 역명과는 달리 실제 위치는 동대문구가 아닌 중구 광희동에 위치하고 있다.
2009년 10월 27일에 동대문운동장이 철거된 자리에 동대문역사문화공원이 문을 열었다. 이에 따라 서울특별시에서는 10월 29일에 이 역의 이름을 동대문역사문화공원역으로 변경 고시하였고, 12월 1일부터 바뀐 역명을 사용하고 있다. 역명이 9글자로, 2014년 부산 도시철도 2호선 문전역이 국제금융센터·부산은행역으로 바뀌기 전까지 대한민국에서 가장 긴 철도 역명이었으며, 환승역 중에는 가장 길고 수도권 전철 역 중에도 가장 길다.

## 역 주변
- 광희동
- 광희문
- 경동교회
- 국립중앙의료원
- 동대문역사문화공원
- 동대문 디자인 플라자(DDP)
- 동대문시장
  - 굿모닝시티
  - 두산타워
  - 맥스타일
  - 밀리오레
  - 헬로우 apm
- 서울관광안내소
- 서울광희초등학교
- CJ제일제당
- 성동글로벌경영고등학교
- 신당1동행정복지센터
- 오장동
- 을지로6가우체국
- 을지로지하보도
- 장충동행정복지센터
- 동국대학교
- 동국대학교 체육관 (대학농구리그 동국대학교 홈구장)
- 서울중부소방서
- 중부시장
- KT 을지지사
- 토요코인호텔 서울동대문점
- 한양공업고등학교
- 한양중학교
- 훈련원공원
- V.SPACE

## 이용객 변동
| 노선  | 노선   | 일평균 인원수 (명/일) | 일평균 인원수 (명/일) | 일평균 인원수 (명/일) | 일평균 인원수 (명/일) | 일평균 인원수 (명/일) | 일평균 인원수 (명/일) | 일평균 인원수 (명/일) | 일평균 인원수 (명/일) | 일평균 인원수 (명/일) | 일평균 인원수 (명/일) | 각주   |
| 노선  | 노선   | 2000년                | 2001년                | 2002년                | 2003년                | 2004년                | 2005년                | 2006년                | 2007년                | 2008년                | 2009년                | 각주   |
| ----- | ------ | --------------------- | --------------------- | --------------------- | --------------------- | --------------------- | --------------------- | --------------------- | --------------------- | --------------------- | --------------------- | ------ |
| 2호선 | 승차   | 26,609                | 25,114                | 24,402                | 22,834                | 24,218                | 22,949                | 21,407                | 19,926                | 18,170                | 17,195                | [ 11 ] |
| 2호선 | 하차   | 29,404                | 28,109                | 26,891                | 25,930                | 27,419                | 26,131                | 24,353                | 22,311                | 20,808                | 20,024                | [ 11 ] |
| 2호선 | 승하차 | 56,014                | 53,223                | 51,292                | 48,764                | 51,638                | 49,080                | 45,760                | 42,237                | 38,978                | 37,219                | [ 11 ] |
| 4호선 | 승차   | 32,883                | 31,606                | 29,721                | 29,017                | 30,007                | 28,172                | 26,076                | 23,316                | 21,952                | 21,231                | [ 11 ] |
| 4호선 | 하차   | 35,710                | 34,558                | 32,535                | 31,299                | 31,416                | 29,144                | 26,910                | 24,149                | 22,057                | 21,060                | [ 11 ] |
| 4호선 | 승하차 | 68,593                | 66,164                | 62,256                | 60,316                | 61,423                | 57,317                | 52,986                | 47,465                | 44,009                | 42,292                | [ 11 ] |
| 5호선 | 승차   | 1,564                 | 1,769                 | 1,845                 | 1,879                 | 1,841                 | 1,789                 | 1,690                 | 1,607                 | 1,650                 | 1,642                 | [ 12 ] |
| 5호선 | 하차   | 2,324                 | 2,520                 | 2,520                 | 2,521                 | 2,395                 | 2,311                 | 2,126                 | 2,054                 | 2,103                 | 2,089                 | [ 12 ] |
| 5호선 | 승하차 | 3,888                 | 4,289                 | 4,365                 | 4,400                 | 4,236                 | 4,100                 | 3,816                 | 3,661                 | 3,753                 | 3,731                 | [ 12 ] |
| 노선  | 노선   | 2010년                | 2011년                | 2012년                | 2013년                | 2014년                | 2015년                | 2016년                | 2017년                | 2018년                |                       |        |
| 2호선 | 승차   | 16,476                | 17,079                | 16,849                | 16,643                | 19,056                | 18,848                | 19,537                | 19,184                | 19,498                |                       |        |
| 2호선 | 하차   | 19,181                | 19,564                | 19,276                | 19,145                | 22,107                | 21,637                | 22,525                | 22,074                | 22,069                |                       |        |
| 2호선 | 승하차 | 35,657                | 36,643                | 36,125                | 35,788                | 41,163                | 40,485                | 42,062                | 41,258                | 41,567                |                       |        |
| 4호선 | 승차   | 20,828                | 21,295                | 21,051                | 20,270                | 23,508                | 22,719                | 23,842                | 23,443                | 22,111                |                       |        |
| 4호선 | 하차   | 20,494                | 20,996                | 20,468                | 19,356                | 21,780                | 20,996                | 21,777                | 21,390                | 20,124                |                       |        |
| 4호선 | 승하차 | 41,322                | 42,291                | 41,519                | 39,626                | 45,288                | 43,715                | 45,619                | 44,833                | 42,235                |                       |        |
| 5호선 | 승차   | 1,784                 | 2,379                 | 2,611                 | 2,652                 | 2,875                 | 2,994                 | 2,982                 | 2,835                 | 2,978                 |                       |        |
| 5호선 | 하차   | 2,283                 | 3,056                 | 3,273                 | 3,270                 | 3,488                 | 3,599                 | 3,568                 | 3,384                 | 3,728                 |                       |        |
| 5호선 | 승하차 | 4,066                 | 5,435                 | 5,884                 | 5,922                 | 6,363                 | 6,593                 | 6,550                 | 6,219                 | 6,706                 |                       |        |

## 사진

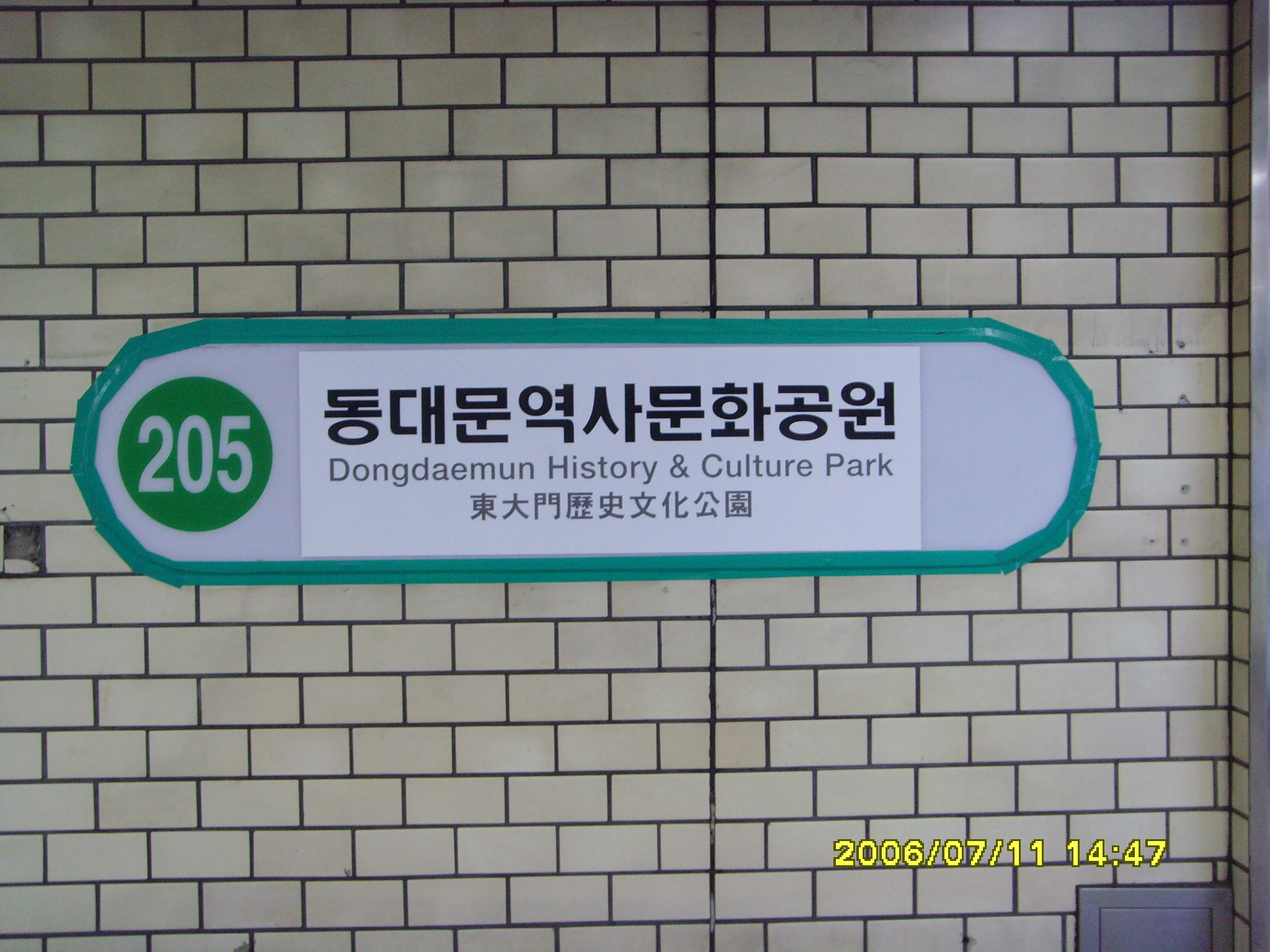
2호선 역명판
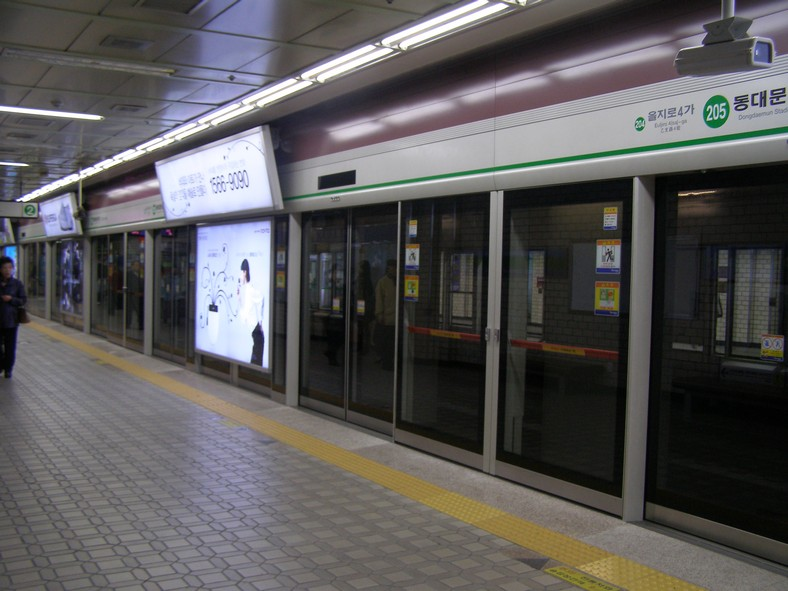
2호선 승강장(동대문운동장역 시절)
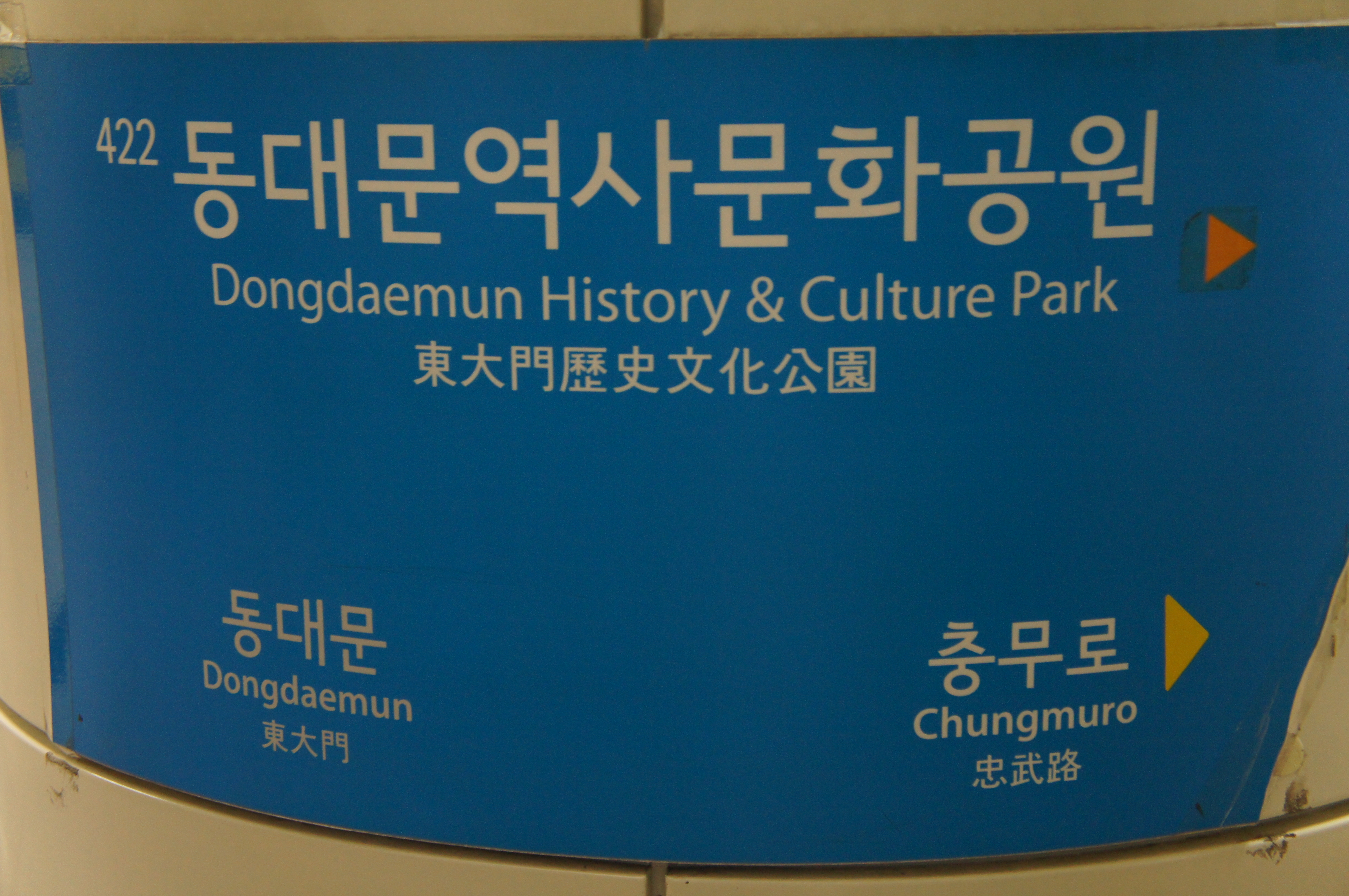
4호선 역명판(2013년 7월)
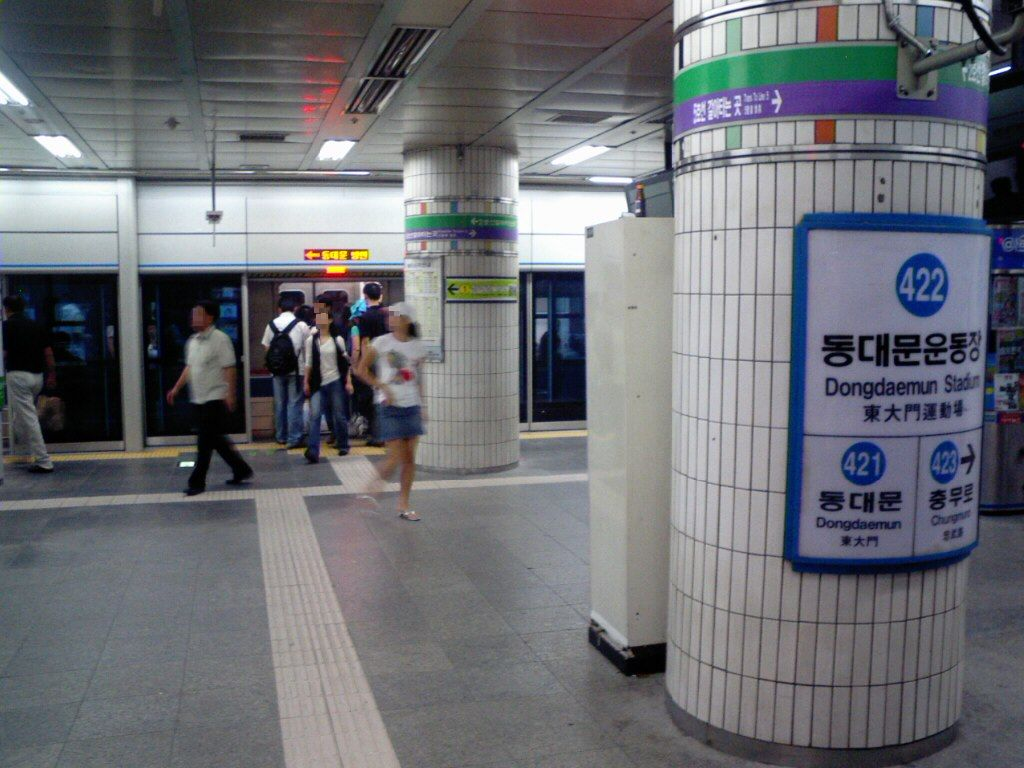
4호선 승강장 (동대문운동장역 시절)
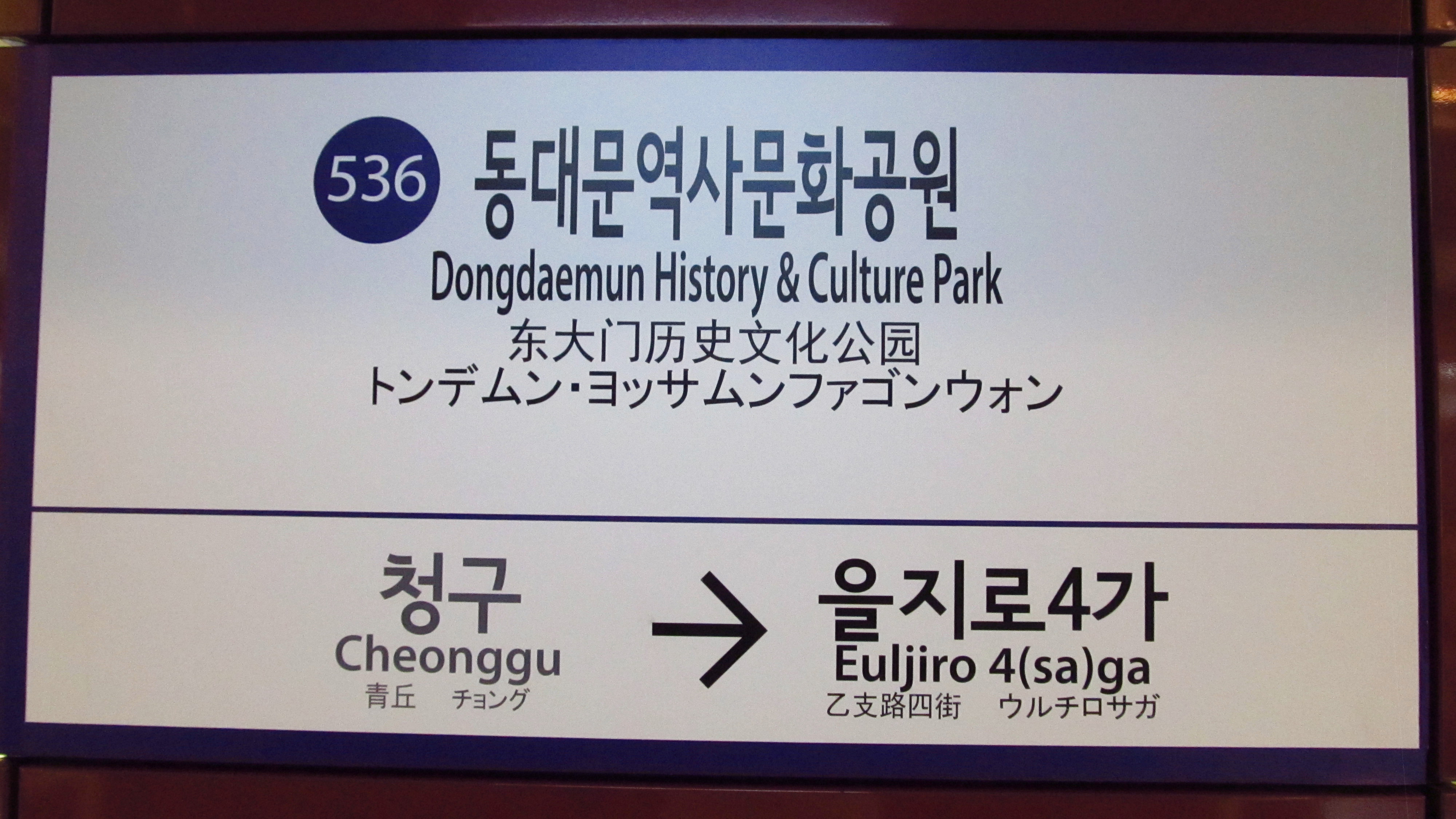
5호선 역명판(2018년 9월)
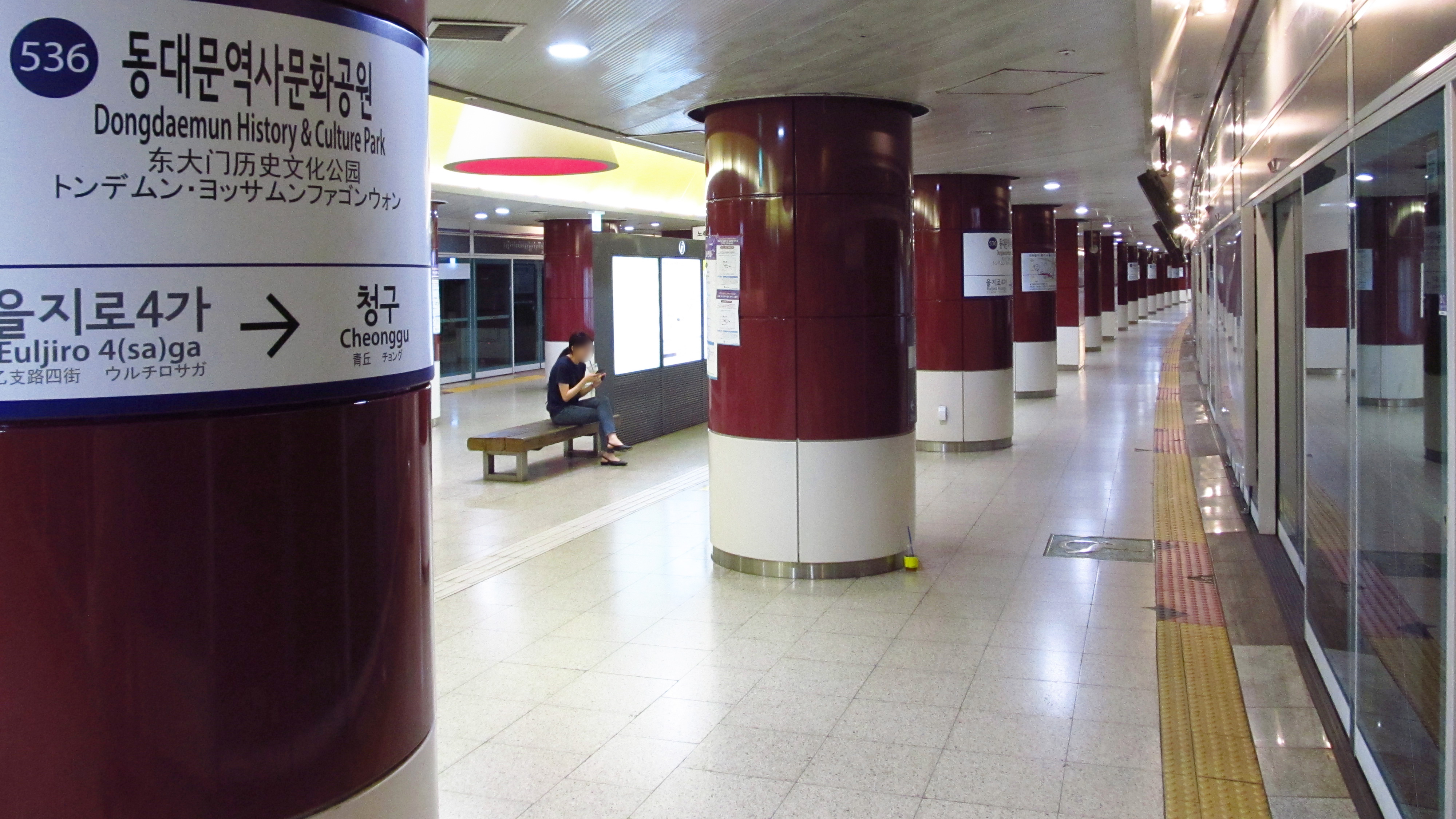
5호선 승강장(2018년 9월)
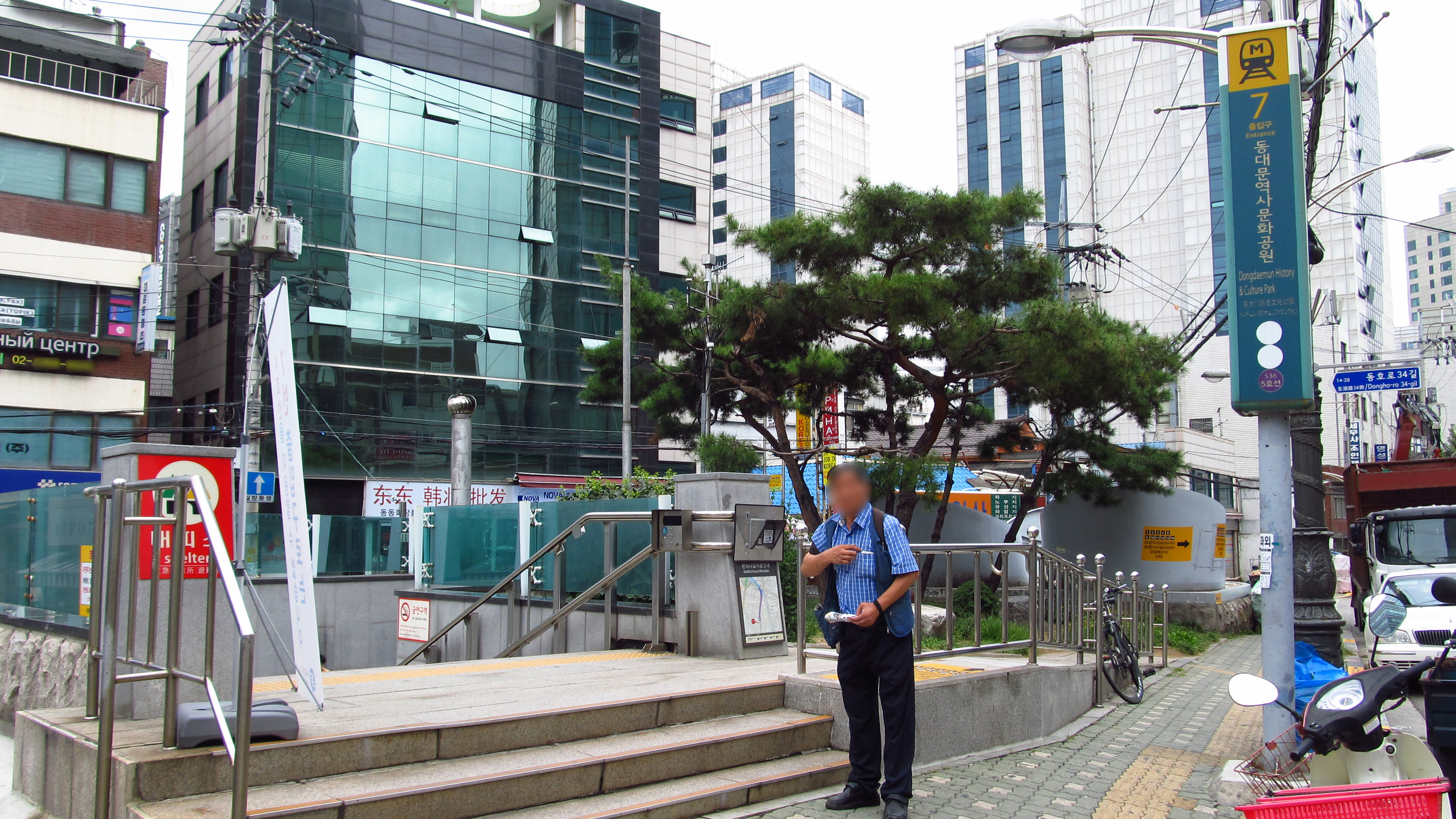
7번 출입구(2018년 9월, 이 당시는 환승통로 폐쇄시절)
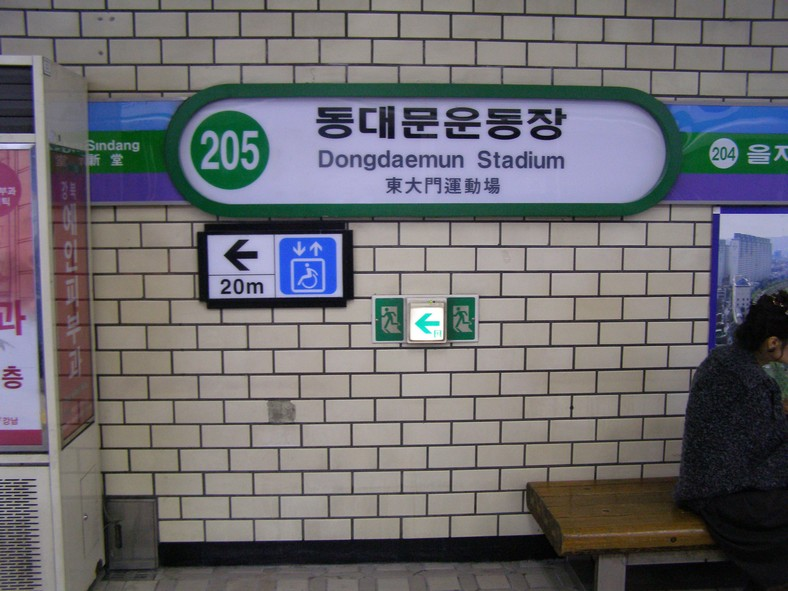
2호선 역명판 (동대문운동장역 시절)
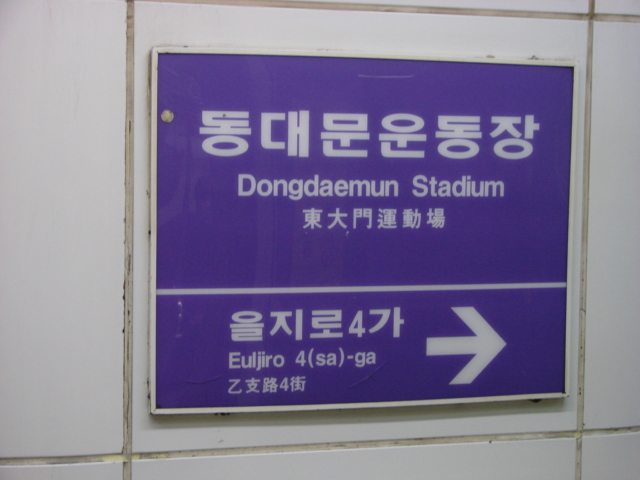
5호선 역명판 (동대문운동장역 시절)
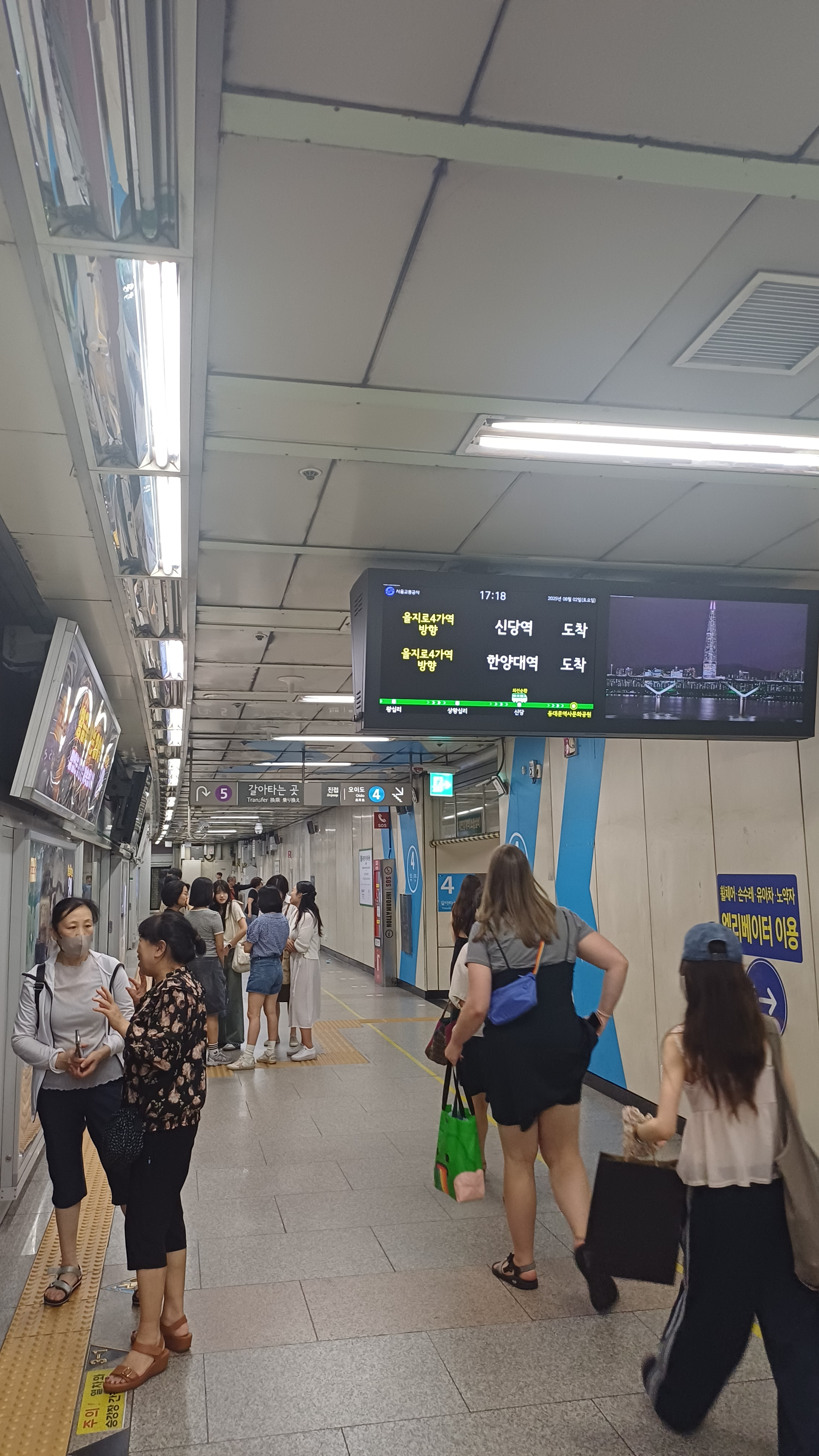
2호선 승강장
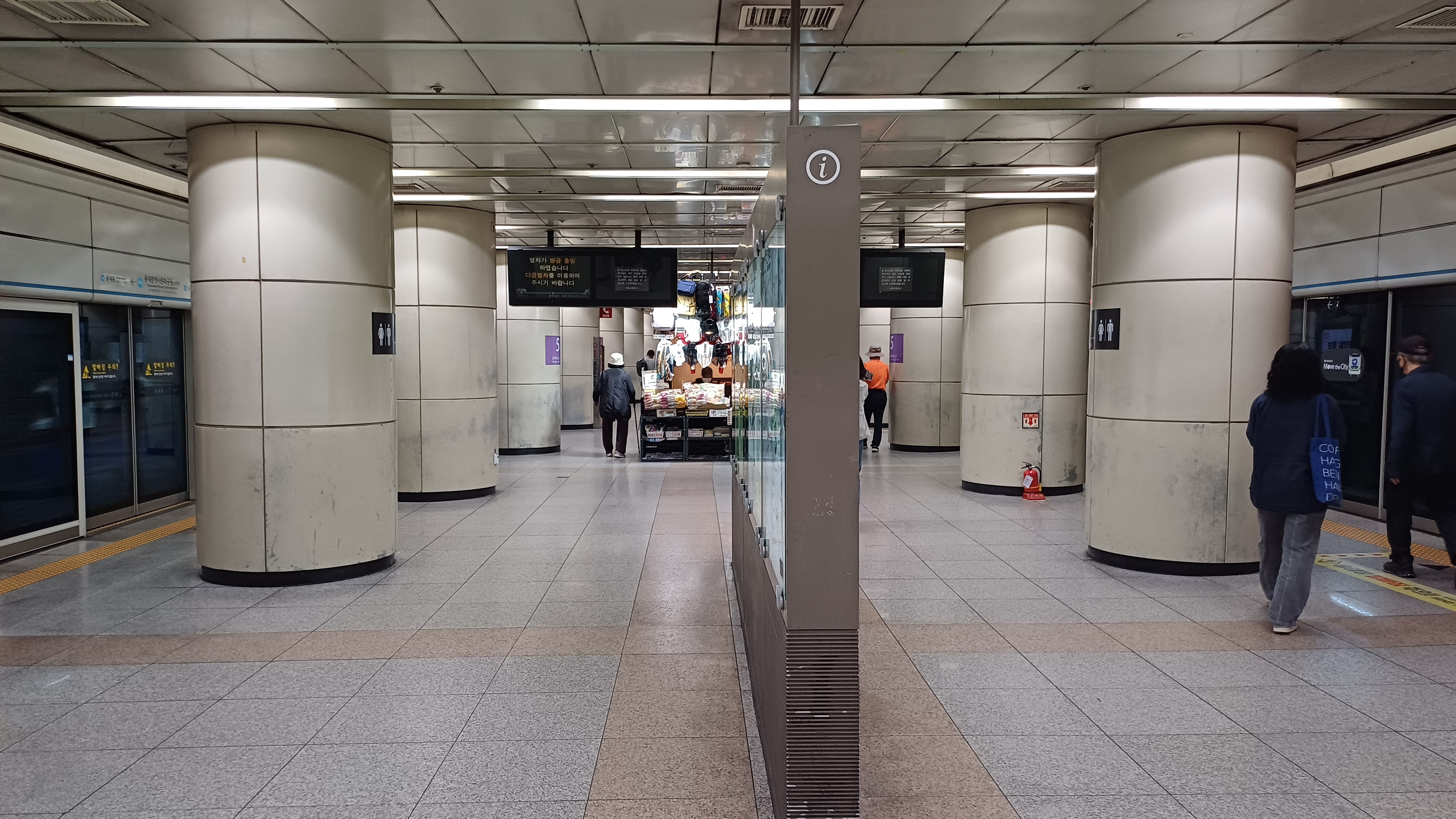
4호선 승강장
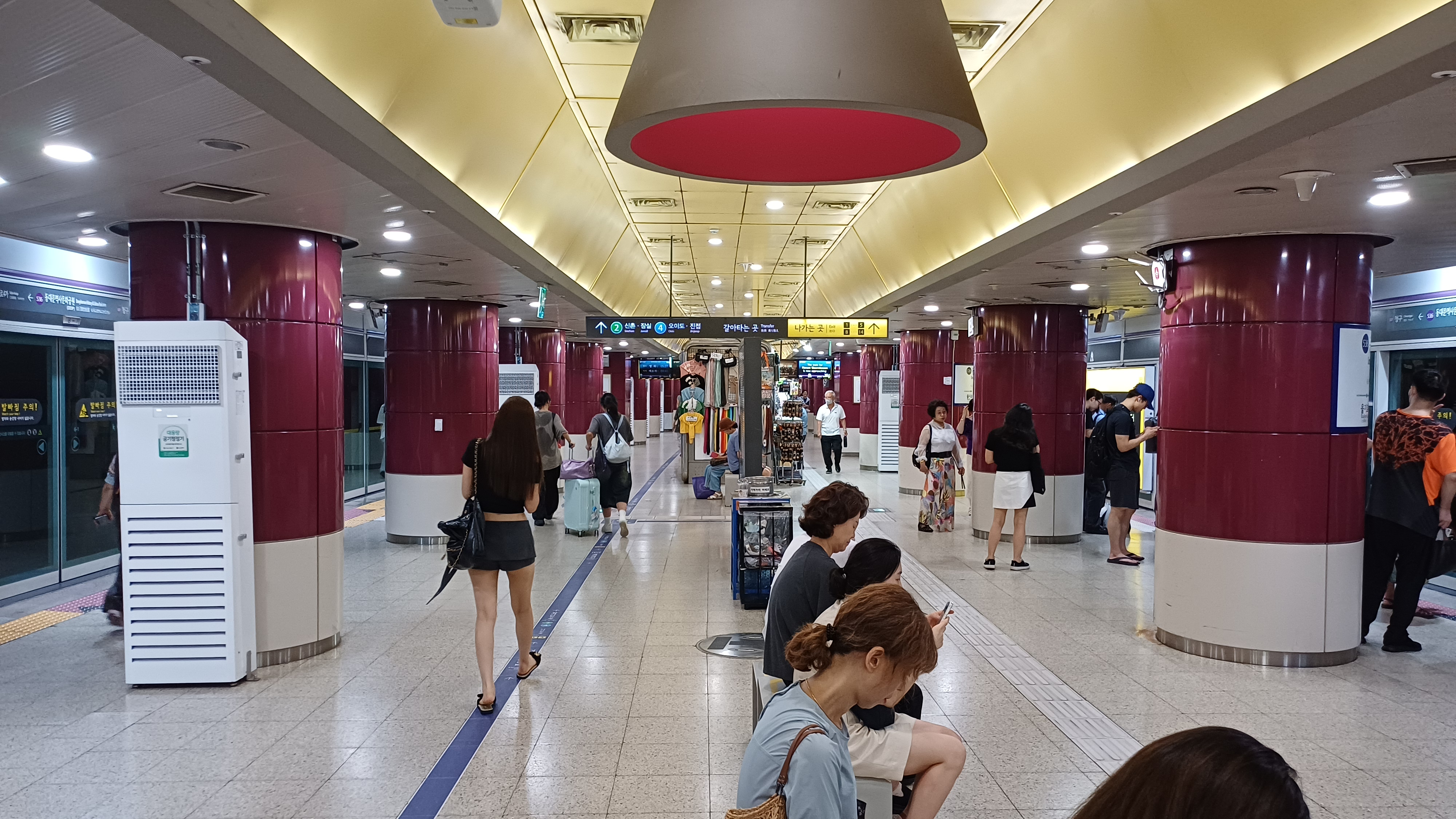
5호선 동대문역사문화공원역 승강장
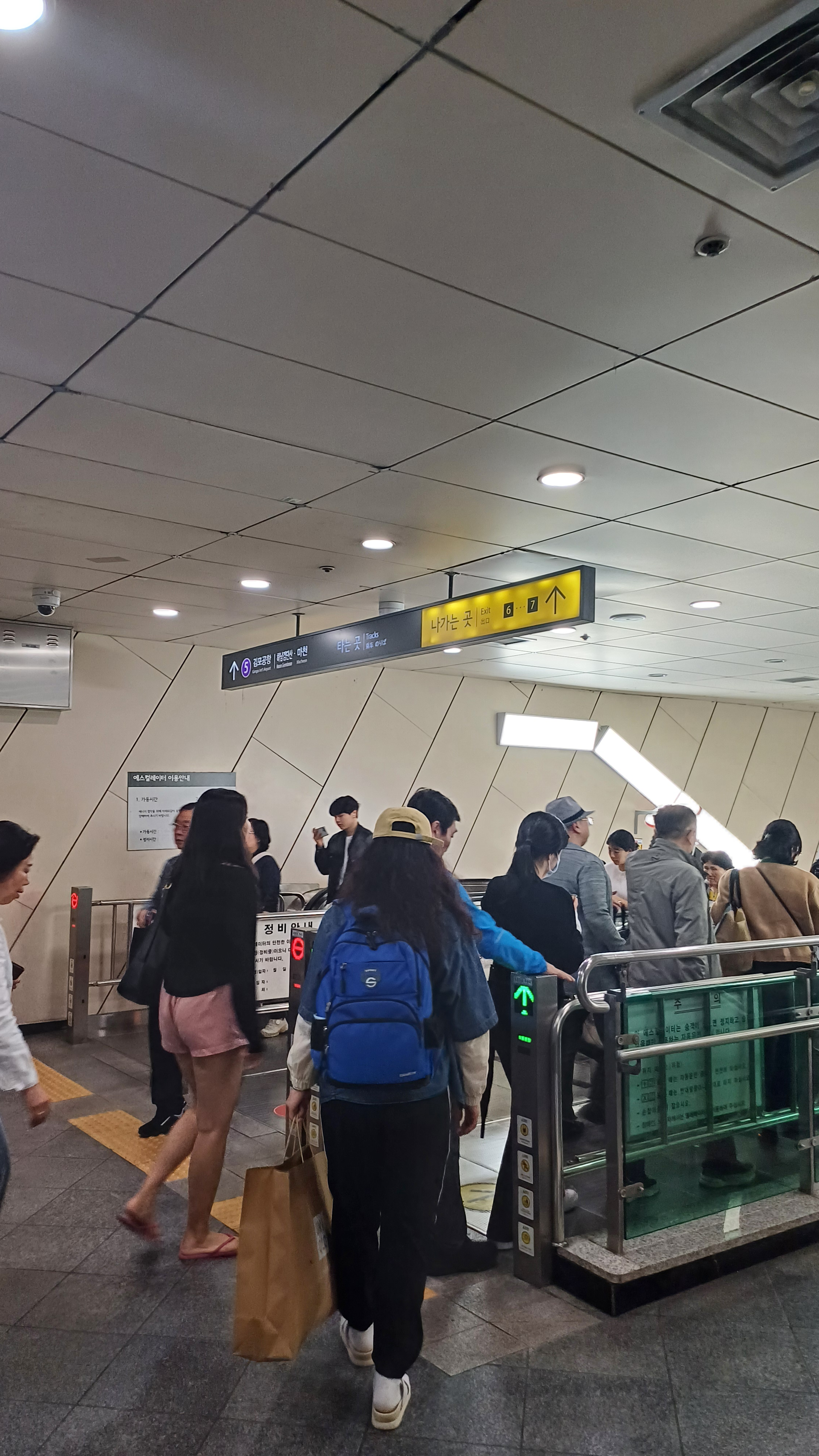
동대문역사문화공원역 환승통로
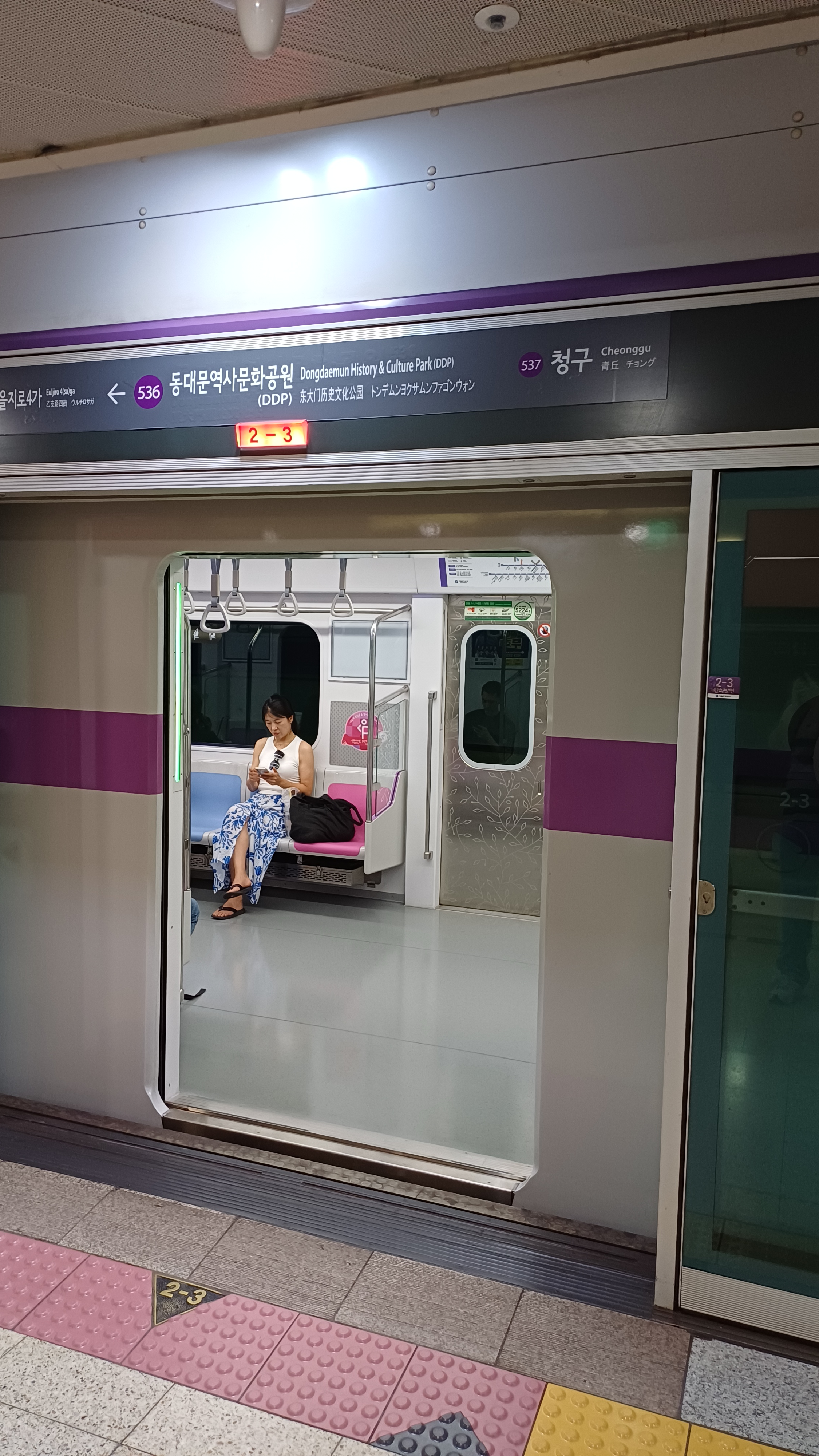
5호선 동대문역사문화공원역 스크린도어

## 인접한 역
| 서울 지하철 2호선       | 서울 지하철 2호선   | 서울 지하철 2호선               |
| ----------------------- | ------------------- | ------------------------------- |
| 204 을지로4가 외선순환  | ● 서울 지하철 2호선 | 206 신당 내선순환               |
| 수도권 전철 4호선       |                     |                                 |
| 421 동대문 진접 방면    | ● 수도권 전철 4호선 | 423 충무로 오이도 방면          |
| 수도권 전철 5호선       |                     |                                 |
| 535 을지로4가 방화 방면 | ● 수도권 전철 5호선 | 537 청구 하남검단산 · 마천 방면 |

## 같이 보기
- 동대문운동장
- 동대문역사문화공원
- 국제금융센터·부산은행역 : 대한민국에서 가장 역명이 긴 역